# Sfințișori

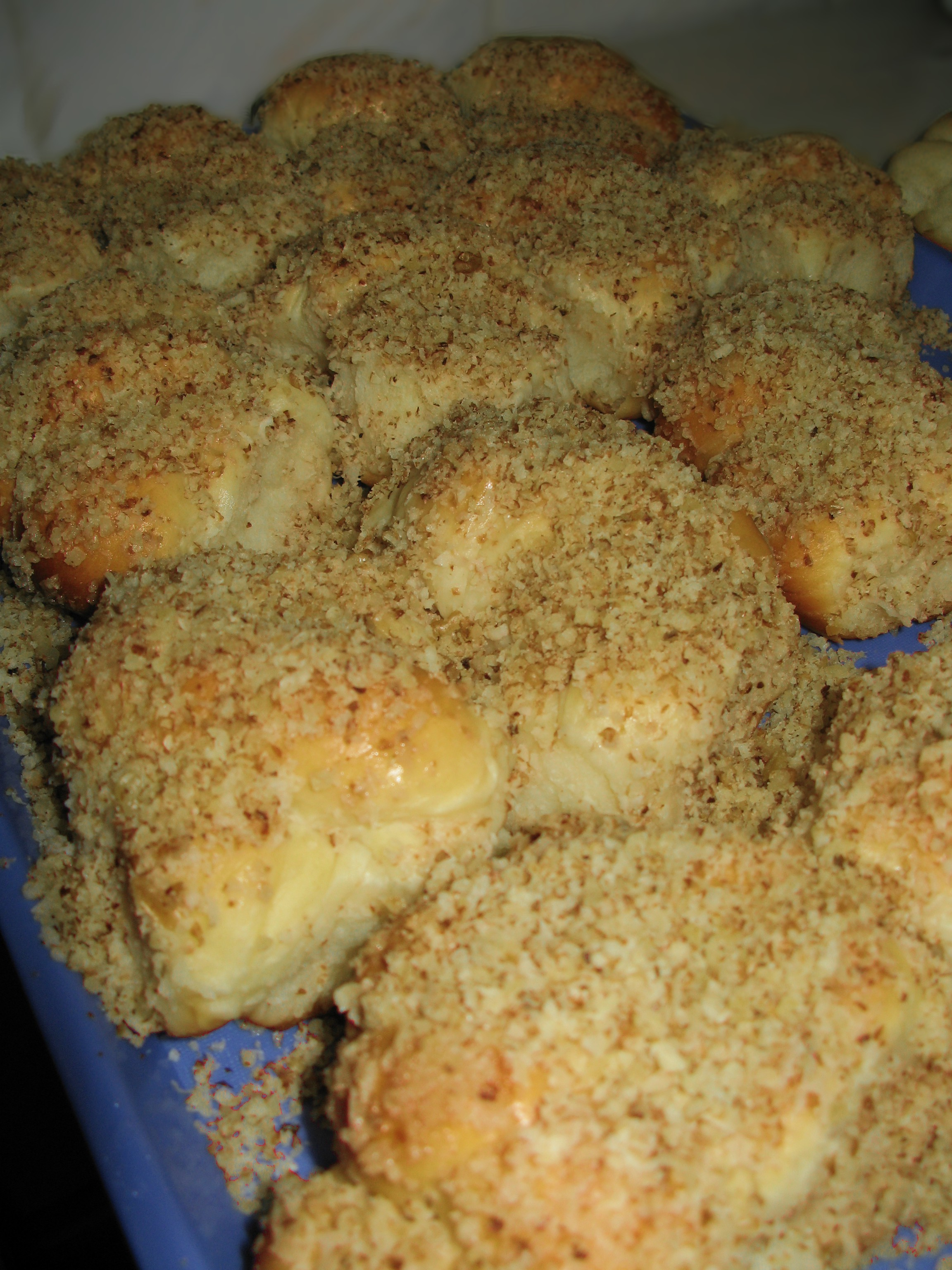
Sfințișori.

Sfințișori är ett traditionellt moldaviskt bakverk som äts till dessert. Det är en typ av sockerkaka med en krispig glasyr i form av honung och olika sorters nötter. Den bakas i siffran åttas form, vilket ska representera människokroppen och dagen före de fyrtio martyrernas dag den 9 mars, vilket är den högtid då detta bakverk ofta äts. 
Det finns också en variant som äts i rumänska Dobrudzja och i sydvästra Moldavien, där bakverken är mindre och formade som turkiska baklavas och istället toppas med kanel och valnötter.